# Exacum loheri
Exacum loheri là một loài thực vật có hoa trong họ Long đởm. Loài này được (H.Hara) Klack. mô tả khoa học đầu tiên năm 2006.